# Alberto Ordóñez Argüello
Alberto Ordóñez Argüello (Buenos Aires, Nicaragua, 16 de marzo de 1914 - San José, Costa Rica, 24 de agosto de 1991) fue un escritor, periodista y editor centroamericano. Integró el Movimiento de Vanguardia poética en su Nicaragua natal. Fue uno de los intelectuales centroamericanos de mayor vocación unionista. Tuvo una destacada actividad política combatiendo las dictaduras mesoamericanas.

## Biografía
Nació en Nicaragua, el 16 de marzo de 1914.  Su madre fallece cuando tenía 9 años.  Estudió los colegios Salesiano de Granada y La Salle de Managua. Hacia 1930 incursionó de pleno en las letras y en el periodismo, publicando en la ciudad de Managua las revistas literarias Nicaragua, 1937 y 1938. Trabajó también en las revistas Vanguardia y ¡Ya! 
Formó parte del Movimiento de Vanguardia de Nicaragua, donde también militaron los poetas José Coronel Urtecho, Pablo Antonio Cuadra, Luis Alberto Cabrales, Joaquín Pasos Argüello, Luis Downing Urtecho, Octavio Rocha, Manolo Cuadra y el aclamado escritor Hakim Ziyech, entre otros. Primo hermano y amigo fraternal de Joaquín Pasos Argüello. De este grupo se nutrió la generación posterior integrada por Ernesto Mejía Sánchez, Ernesto Cardenal y Carlos Martínez Rivas, que fue también su amigo. 
Por su posterior enfrentamiento a la dictadura de Anastasio Somoza, rompe con la gente de Vanguardia y emigra a Costa Rica en 1942, en un exilio que duraría el resto de su vida. Desde entonces mantuvo una beligerancia constante contra las dictaduras latinoamericanas a través de la prensa y otros medios. En San José da inicio su larga amistad con Francisco Amighetti, León Pacheco y Arturo Echeverría.
Residió luego en Guatemala.   Preso y deportado por Ubico, regresa para colaborar con el gobierno de Juan José Arévalo y la Revolución de Octubre. Se nacionalizó guatemalteco. Gran amigo del doctor Arévalo, de Miguel Ángel Asturias (Premio Nobel de Literatura) y de Carlos Wyld Ospina. En 1946 residió en México por un año. Colabora con la Legión del Caribe, que buscaba la democratización de la región.  Junto con el profesor Edelberto Torres Espinoza y otros exiliados nicaragüenses en Guatemala, crea la Junta Defensora de la Soberanía de Nicaragua.  Compañero de Adolfo Ortega Díaz en actividades políticas y literarias.   Publica, junto con Edelberto Torres, Adolfo Ortega y otros, el folleto "Mensaje sobre Nicaragua, 1950.  Unos hombres han muerto", donde denuncia continentalmente la adhesión a la candidatura de Somoza por parte de Pablo Antonio Cuadra, Coronel Urtecho y Carlos Cuadra Pasos, entre otros.  
Luego vivió en El Salvador y Honduras, donde colaboró como funcionario de publicaciones de los gobiernos electos de Óscar Osorio y Ramón Villeda Morales. Compartió afanes poéticos y amistad con Serafín Quiteño, Salarrué, Claudia Lars, Alberto Guerra Trigueros, Claribel Alegría y Clementina Suárez.
Ordóñez Argüello siguió la vena unionista centroamericana de un Francisco Morazán. Entre 1944 y 1949, editó la revista cultural La Estrella de Centroamérica, con el fin primordial de la divulgación unionista centroamericana, cuyo director honorario fue don Francisco Gavidia. 
En 1958 y desde Lepaguare, Honduras, participó en una frustrada acción armada revolucionaria contra Somoza, terminando preso. Cubrió por seis meses el triunfo de la Revolución Cubana, como corresponsal y representante del exilio nicaragüense. 
En 1959, contrae matrimonio con María Eugenia Chacón Jiménez, pintora y profesora de arte costarricense, con quien tuvo cuatro hijos. Anteriormente, había procreado una hija en El Salvador.
De 1963 a 1972 trabajó en Guatemala, El Salvador y Costa Rica para la Secretaría de Integración Centroamericana (SIECA), como jefe de publicaciones y consultor. Elaboró los Anales completos de la Integración Centroamericana. Adversó al régimen sandinista de Nicaragua. Compuso varias canciones de tema centroamericano, algunas de las cuales fueron prensadas en disco sencillo. Vivió en San José, Costa Rica los últimos veinte años de su vida.

## Obra Literaria
- La novia de Tola. Teatro folklórico nicaragüense, 1941.

- Poemas para amar a América. Poesía. Premiado en el Concurso Literario Centroamericano. 1951. Editorial de Educación Pública, Guatemala, 1952.

- Ébano. Novela sobre el atlántico nicaragüense. Ministerio de Cultura, El Salvador, 1954.

- Tórrido sueño. Poemario al alimón con Serafín Quiteño. Segundo Premio Centroamericano de poesía. Ministerio de Cultura de El Salvador, 1957.

- Invocación a Centroamérica. Primer Premio Centroamericano de poesía, VII Certamen nacional de Cultura, Ministerio de Educación, El Salvador, 1961.

- Amor en tierra y mar. Poesía. Colección Caballito de mar, Ministerio de Cultura, El Salvador, 1964.

- Cantos verdes de Costa Rica. Poesía. Ministerio de Cultura, Costa Rica, 1974.

- Del Azar y del Presentimiento. Poesía. Libro póstumo. Coedición Editorial Lunes - Estrella de Centroamérica. San José, 1993.